# 7741 Fedoseev
7741 Fedoseev este un asteroid din centura principală de asteroizi.

## Descriere
7741 Fedoseev este un asteroid din centura principală de asteroizi. A fost descoperit pe 1 septembrie 1983 la Observatorul de Astrofizică din Crimeea de Liudmila Karacikina. El prezintă o orbită caracterizată de o semiaxă mare de 2,37 ua, o excentricitate de 0,19 și o înclinație de 13,9° în raport cu ecliptica.